# Heiligenschwendi
Heiligenschwendi – gmina (niem. Einwohnergemeinde) w Szwajcarii, w kantonie Berno, w regionie administracyjnym Oberland, w okręgu Thun.

## Demografia
W Heiligenschwendi mieszka 725 osób. W 2020 roku 9,4% populacji gminy stanowiły osoby urodzone poza Szwajcarią.